# Trang Vinh Văn
Trang Vinh Văn (tiếng Trung giản thể: 庄荣文, bính âm Hán ngữ: Zhuāng Róng Wén, sinh ngày 22 tháng 2 năm 1961, người Hán) là chính trị gia nước Cộng hòa Nhân dân Trung Hoa. Ông là Ủy viên Ủy ban Trung ương Đảng Cộng sản Trung Quốc khóa XX, hiện là Phó Bộ trưởng Bộ Tuyên truyền Trung ương Đảng Cộng sản Trung Quốc, Chủ nhiệm Văn phòng Tin tức Internet Quốc gia, kiêm Phó Chủ nhiệm Văn phòng Thông tin Quốc vụ viện. Ông nguyên là Cục trưởng Cục Xuất bản tân văn Quốc gia; Phó Chủ nhiệm Văn phòng Tin tức Internet; Phó Chủ nhiệm Văn phòng Kiều vụ Quốc vụ viện.
Trang Vinh Văn là đảng viên Đảng Cộng sản Trung Quốc, học vị Cử nhân Thủy lực học và Động lực hà lưu học, Tiến sĩ Kỹ thuật, chức danh Cao cấp công trình sư. Ông có sự nghiệp xuất phát điểm từ ngành thủy lợi ở Phúc Kiến và sông Trường Giang trước khi tham gia lĩnh vực không gian mạng của Trung Quốc.

## Xuất thân và giáo dục
Trang Vinh Văn sinh ngày 22 tháng 2 năm 1961 tại chuyên khu Tấn Giang (晋江专区), nay là địa cấp thị Tuyền Châu, tỉnh Phúc Kiến, Cộng hòa Nhân dân Trung Hoa. Ông lớn lên và tốt nghiệp phổ thông ở Tấn Giang, sau một vài năm lao động ở Phúc Kiến thì tham gia thi đại học, thi đỗ vào tháng 9 năm 1985 khi 24 tuổi, tới Thường Châu, Giang Tô nhập học Đại học Hà Hải, tốt nghiệp Cử nhân chuyên ngành Thủy lực học và Động lực hà lưu học vào tháng 7 năm 1989. Trong quá trình học, ông được kết nạp Đảng Cộng sản Trung Quốc vào tháng 6 năm 1987. Sau tốt nghiệp, ông tham gia nghiên cứu sau đại học rồi trở thành Tiến sĩ Kỹ thuật, được phong chức danh Cao cấp công trình sư vào năm 1992, khi 31 tuổi.

## Sự nghiệp

### Thủy lợi
Năm 1979, sau khi tốt nghiệp phổ thông, Trang Vinh Văn bắt đầu sự nghiệp khi được nhận vào làm công nhân của Nhà máy thủy điện Trì Đàm (池潭), tỉnh Phúc Kiến, sau đó là kỹ thuật viên thủy điện cho đến năm 1985. Sau khi tới Giang Tô học đại học và tốt nghiệp, ông được giữ lại trường, vừa học cao học, vừa làm giảng viên. Đến năm 1992, ông trở về Phúc Kiến làm Công trình sư của Bộ Nghiệp vụ thuộc Tổng công ty Tư vấn công trình Phúc Kiến, một doanh nghiệp nhà nước tiền thân của Tập đoàn Mân Tư Phúc Kiến (FECC); sau đó tiến thân làm phó chủ nhiệm rồi chủ nhiệm đơn vị nghiệp vụ. Cuối những năm 90, Trang Vinh Văn được điều sang khối cơ quan nhà nước, nhậm chức Phó Cục trưởng Cục Kiến thiết của khu vực đầu tư quận Hải Thương, thành phố Hạ Môn. Tiếp đến, ông được bổ nhiệm làm Trưởng phòng Công nghiệp, Trưởng phòng Năng lượng của Ủy ban Kế hoạch rồi Ủy viên Đảng tổ, Phó Chủ nhiệm Ủy ban Kế hoạch tỉnh Phúc Kiến. Khi công tác ở Phúc Kiến, ông cũng được điều sang khối các dự án thủy lợi của sông Trường Giang, là Phó Chủ nhiệm Bộ Kiến thiết công trình của Tổng công ty khai phát công trình Tam Hiệp Trường Giang Trung Quốc (nay là Tập đoàn Tam Hiệp Trường Giang Trung Quốc, CTG) kiêm Phó Chủ nhiệm Bộ Hạng mục lắp đặt cơ điện của CTG, và Phó Tổng Giám đốc Công ty Phát triển đầu tư Trường Giang. Năm 2000, ông được bổ nhiệm làm Phó Chủ nhiệm Ủy ban Cải cách và Phát triển Phúc Kiến rồi được điều sang làm Phó Sảnh trưởng rồi Bí thư Đảng tổ, Sảnh trưởng Sảnh Khoa học và Kỹ thuật Phúc Kiến từ 2006.

### Trung ương
Tháng 12 năm 2010, sau hơn 30 năm hoạt động trong ngành thủy lợi, phần lớn ở Phúc Kiến và các lưu vực Trường Giang, Trang Vinh Văn được điều về trung ương, bổ nhiệm làm Ty trưởng Ty Khoa kỹ kinh tế của Văn phòng Kiều vụ Quốc vụ viện, được thăng chức làm Ủy viên Đảng tổ, Phó Chủ nhiệm Văn phòng này từ tháng 6 năm 2014. Ngày 13 tháng 8 năm 2015, ông được điều sang khối cơ quan lĩnh vực không gian mạng, nhậm chức Phó Chủ nhiệm Văn phòng Tin tức Internet Quốc gia Trung Quốc kiêm Phó Chủ nhiệm Văn phòng Tiểu tổ lãnh đạo tin tức hóa và an toàn mạng Trung ương. Tháng 4 năm 2018, ông được bổ nhiệm làm Phó Bộ trưởng Bộ Tuyên truyền Trung ương Đảng Cộng sản Trung Quốc, đồng thời là Cục trưởng Cục Xuất bản tân văn Quốc gia từ ngày 24 tháng 5. Đến ngày 31 tháng 7 cùng năm, Trang Vinh Văn giữ vị trí Chủ nhiệm Văn phòng Ủy ban Tin tức hóa và An toàn mạng Trung ương, được Tổng lý Lý Khắc Cường bổ nhiệm làm Phó Chủ nhiệm Văn phòng Thông tin Quốc vụ viện. Cùng năm này, khối các đơn vị không gian mạng của trung ương và nhà nước được tích hợp, Trang Vinh Văn được bổ nhiệm làm Chủ nhiệm Văn phòng Tin tức Internet Quốc gia Trung Quốc, cấp bộ trưởng, đồng thời cũng là văn phòng của Ủy ban Tin tức hóa và An toàn mạng Trung ương Trung Quốc do nhà lãnh đạo Tập Cận Bình trực tiếp đứng đầu. Cuối năm 2022, ông tham gia Đại hội Đảng Cộng sản Trung Quốc lần thứ XX từ đoàn đại biểu khối cơ quan trung ương Đảng và Nhà nước. Trong quá trình bầu cử tại đại hội, ông được bầu là Ủy viên Ủy ban Trung ương Đảng Cộng sản Trung Quốc khóa XX.